# 미국 대통령 암살 시도 및 음모 목록

아킬레 벨트라메의 윌리엄 매킨리 대통령 암살 삽화 (1901년)

미국 대통령에 대한 암살 시도와 음모는 19세기 초부터 현재까지 수없이 많이 있었다. 이 문서는 현직 대통령, 전직 대통령, 대통령 당선인에 대한 암살 및 암살 시도를 나열하며, 아직 대통령으로 선출되지 않은 인물에 대한 시도는 포함하지 않는다. 미국의 현직 대통령 4명이 살해되었다: 에이브러햄 링컨 (1865년), 제임스 A. 가필드 (1881년), 윌리엄 매킨리 (1901년), 그리고 존 F. 케네디 (1963년). 로널드 레이건 (1981년)은 암살 시도로 부상을 입은 유일한 현직 대통령이다. 시어도어 루스벨트 (1912년)와 도널드 트럼프 (2024년)는 재선 캠페인 도중 암살 시도로 부상을 입은 유일한 전직 대통령이다.
성공적이든 실패적이든 많은 암살 시도는 미국 정부의 정책을 바꾸려는 욕구에 의해 동기 부여되었다. 그러나 모든 공격이 정치적 이유를 가진 것은 아니었다. 많은 다른 공격자들은 정신적으로 불안정했으며, 소수는 법적으로 정신이상으로 판정되었다. 역사가 제임스 W. 클라크는 대부분의 암살 시도자들은 정신적으로 온전하고 정치적 동기를 가졌다고 주장하는 반면, 미국 법무부의 법률 매뉴얼은 대다수가 정신이상이었다고 주장한다. 일부 암살자들, 특히 정신질환을 앓는 암살자들은 단독으로 행동했지만, 정치적 의제를 추구하는 이들은 공모자를 찾는 경우가 더 많았다. 대부분의 암살 음모자들은 체포되어 사형 또는 장기간의 투옥이나 정신병원 감금형을 선고받았다.
해임된 대통령의 후임이 부통령이고, 앤드루 존슨 이후 모든 부통령이 대통령과 정당 소속을 공유한다는 사실은 적어도 정책적인 이유에서, 당파적 갈등이 심한 시기에도 이러한 공격을 억제할 수 있다. 그러나 계승 순위의 세 번째 인물인 하원의장은 대통령 계승법에 명시된 대로 종종 반대 당 소속인 경우가 많다.
대통령에 대한 폭력 위협은 종종 심각한 의도 없이 수사적이거나 유머러스한 효과를 위해 이루어지지만, 미국 대통령에 대한 위협은 1917년 이후 연방 중범죄로 규정되었다.

## 암살된 대통령

### 에이브러햄 링컨

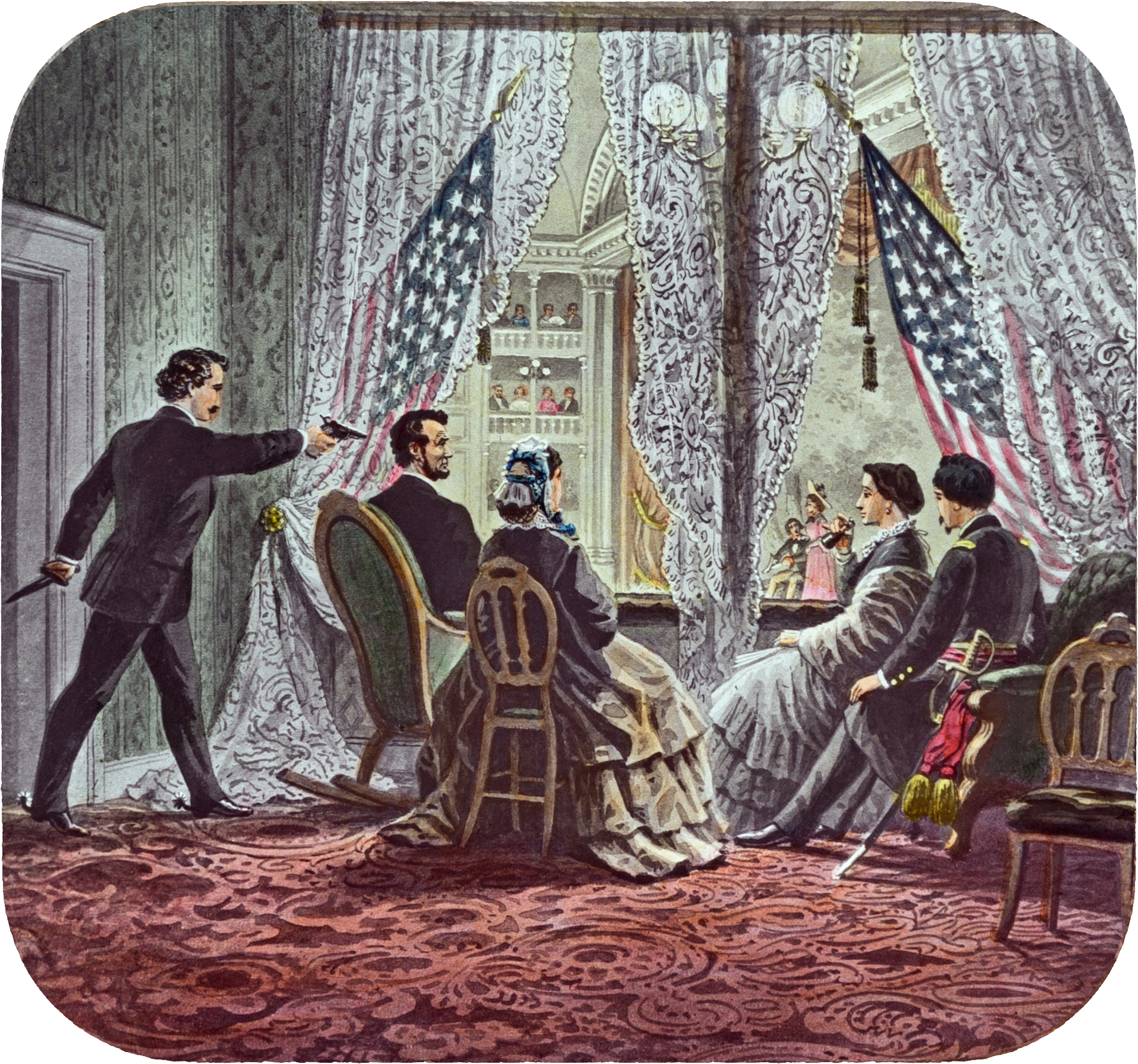
존 윌크스 부스가 포드 극장에서 에이브러햄 링컨을 총으로 쏘는 모습. 1865년~1875년경 유리 슬라이드 묘사 그림.

제16대 미국 대통령 에이브러햄 링컨은 암살된 최초의 미국 대통령이었다 (그러나 재임 중 사망한 최초의 대통령은 아니다). 암살은 1865년 4월 14일 성금요일, 워싱턴 D.C.의 포드 극장에서 오후 10시 15분경에 일어났다. 암살자 존 윌크스 부스는 잘 알려진 배우이자 메릴랜드 출신의 남부 연합 동조자였다. 그는 남군에 입대하지는 않았지만, 남부 연합 비밀국과 접촉이 있었다. 1864년, 부스는 남부 연합 포로들의 석방을 대가로 링컨을 납치할 계획을 세웠다 (이는 이전에 남부 연합이 승인한 토머스 N. 콘래드의 계획과 매우 유사했다). 1865년 4월 11일, 링컨이 아프리카계 미국인에게 투표권을 부여하는 것을 지지하는 연설을 한 후, 부스는 대신 대통령을 암살하기로 결정했다. 대통령이 포드 극장에 참석할 것이라는 것을 알게 된 부스는 공모자들과 함께 극장에서 링컨을 암살할 계획을 세웠다. 이 음모에는 앤드루 존슨 부통령이 부통령으로 살던 커크우드 하우스에서 부통령을 암살하고, 윌리엄 H. 수어드 미국 국무장관을 수어드의 집에서 암살하는 것도 포함되었다. 1865년 4월 14일, 링컨은 포드 극장에서 우리 미국인 사촌 연극을 관람했다. 대통령이 아내 메리와 두 손님인 헨리 래스본 소령, 래스본의 약혼자 클라라 해리스와 함께 발코니의 전용석에 앉아 연극을 보고 있을 때, 부스는 박스에 들어와 .44구경 데린저 권총으로 링컨의 뒤통수를 쏘아 치명상을 입히고 즉시 의식을 잃게 했다. 부스는 달려드는 래스본을 칼로 찌르고, 오케스트라 지휘자 윌리엄 위더스 주니어도 칼로 찌른 뒤 도주했다. 링컨은 길 건너편 피터슨 하우스로 옮겨졌고, 그곳에서 9시간 동안 혼수상태에 있다가 4월 15일 오전 7시 22분에 사망했다. 링컨의 뒤를 이어 앤드루 존슨 부통령이 취임했다.
링컨의 사망 외에 음모는 실패했다: 수어드는 부상만 입었고, 존슨을 공격하려던 자는 계획을 실행하지 않았다. 12일 동안 도주하던 부스는 1865년 4월 26일, 워싱턴에서 남쪽으로 약 70 마일 (110 km) 떨어진 버지니아주의 한 농장에서 북군 병사들에게 추적되어 발견되었다. 항복을 거부한 부스는 북군 기병대원 보스턴 코빗에게 총을 맞고 치명상을 입었다. 다른 공모자 8명은 나중에 음모 가담으로 유죄 판결을 받았으며, 4명은 교수형을 당하고 4명은 종신형을 선고받았다.

### 제임스 A. 가필드

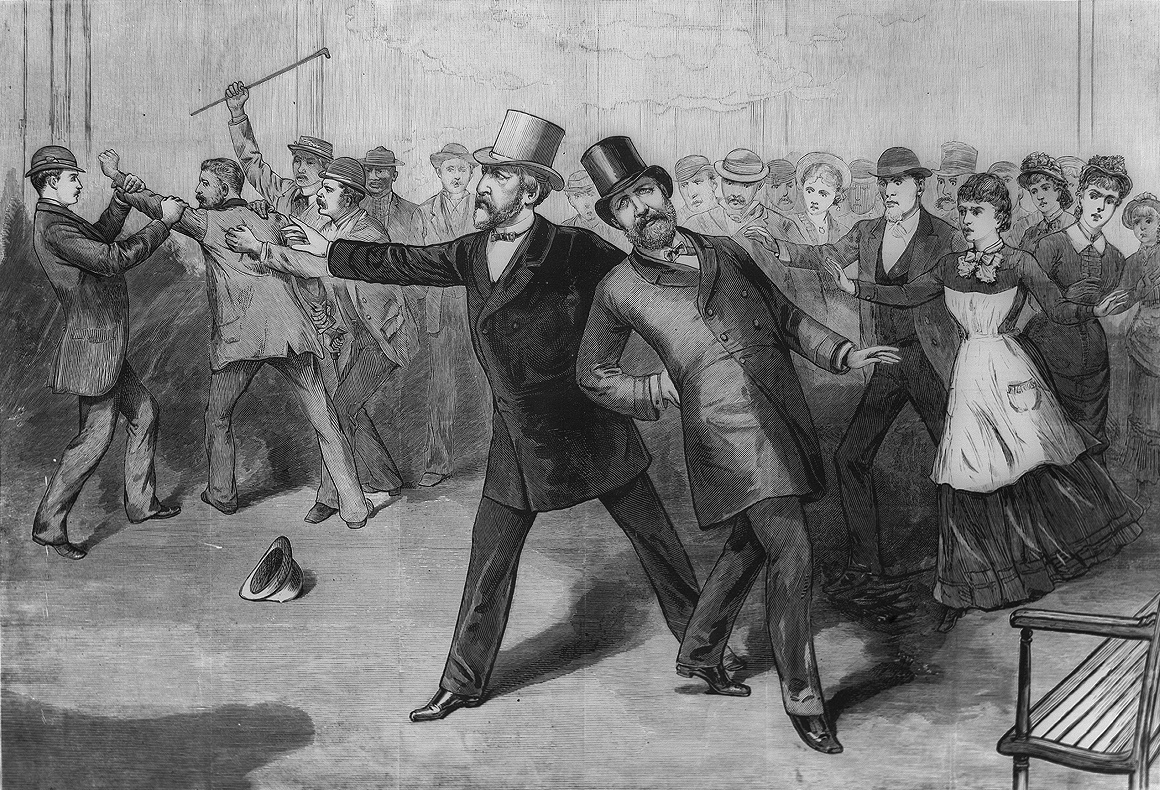
찰스 J. 기토의 총에 맞은 후 제임스 A. 가필드 대통령과 제임스 G. 블레인

제임스 A. 가필드 암살 사건은 1881년 7월 2일 토요일 오전 9시 20분, 워싱턴 D.C.의 볼티모어 앤 포토맥 철도역에서 그가 취임한 지 4개월도 채 되지 않아 발생했다. 대통령이 기차역에 도착했을 때, 작가이자 변호사 찰스 J. 기토는 .442 웨블리 브리티시 불독 리볼버로 그를 두 번 쏘았다. 한 발은 대통령의 어깨를 스쳤고, 다른 한 발은 등뼈를 꿰뚫었다. 그 후 11주 동안 가필드는 총격으로 인한 고통을 겪었고, 의사들이 비멸균 손가락과 도구로 상처를 끊임없이 헤집어 발생한 의원성 감염 합병증으로 1881년 9월 19일 오후 10시 35분에 사망했다. 그는 총격 후 총 79일 동안 생존했다. 가필드의 뒤를 이어 체스터 A. 아서 부통령이 취임했다.
기토는 즉시 체포되었다. 1881년 11월 14일부터 1882년 1월 25일까지 이어진 세간의 이목을 끈 재판 끝에 그는 유죄 판결을 받고 사형을 선고받았다. 항소는 기각되었고, 그는 1882년 6월 30일 컬럼비아 특별구에서 교수형에 처해졌다. 기토는 재판과 부검 과정에서 정신적으로 불안정하거나 신경 매독의 영향을 받고 있는 것으로 평가되었다. 그는 주프랑스 미국 대사로 임명되지 못한 것에 대한 실망감으로 가필드를 쏘았다고 주장했다. 그는 가필드의 선거 승리를 자신이 쓴 가필드를 지지하는 연설 덕분이라고 생각했다.

### 윌리엄 매킨리

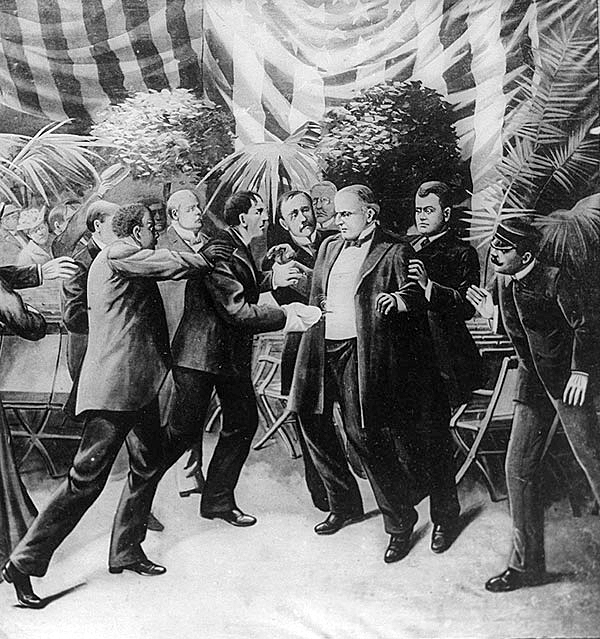
리언 촐고츠가 천 조각 아래 숨긴 권총으로 윌리엄 매킨리 대통령을 쏘는 모습. T. 다트 워커의 워시 드로잉 잘라낸 것.

윌리엄 매킨리 대통령의 암살은 1901년 9월 6일 금요일 오후 4시 7분, 뉴욕주 버펄로의 음악의 전당에서 발생했다. 범미 아메리카 박람회에 참석 중이던 매킨리는 아나키스트 리언 촐고츠에게 근거리에서 복부에 두 발의 총을 맞았다. 촐고츠는 손수건 아래 숨긴 .32구경 아이버 존슨 안전 자동 리볼버로 무장하고 있었다. 첫 번째 총알은 매킨리의 재킷 단추나 훈장에 맞고 튕겨나가 그의 소매에 박혔고, 두 번째 총알은 그의 위장을 꿰뚫었다. 암살자 뒤에 줄 서 있던 제임스 벤저민 파커가 촐고츠와 리볼버를 가장 먼저 붙잡았다. 다른 사람들도 달려들어 촐고츠가 세 번째 총을 쏘기 전에 그를 제압했다. 그들은 매킨리가 폭행을 멈추라고 명령할 수 있을 때까지 촐고츠를 심하게 구타했다. 매킨리는 처음에는 일주일 만에 회복되는 것처럼 보였지만, 상처 주위에 괴저가 생겨 상태가 급격히 악화되어 1901년 9월 14일 오전 2시 15분에 사망했다. 매킨리의 뒤를 이어 시어도어 루스벨트 부통령이 취임했다.
피고인이 자신을 변호하는 것을 거부한 이틀간의 재판 끝에 촐고츠는 9월 24일 유죄 판결을 받고 나중에 사형을 선고받았다. 그는 1901년 10월 29일 오번 교도소에서 전기의자로 처형되었다. 촐고츠의 행동은 정치적 동기를 가졌지만, 그가 총격으로 어떤 결과를 얻을 것이라고 믿었는지는 불분명하다.
매킨리 대통령 암살 이후, 미국 의회는 미국 비밀경호국에게 대통령을 보호하는 임무를 맡겼다.

### 존 F. 케네디

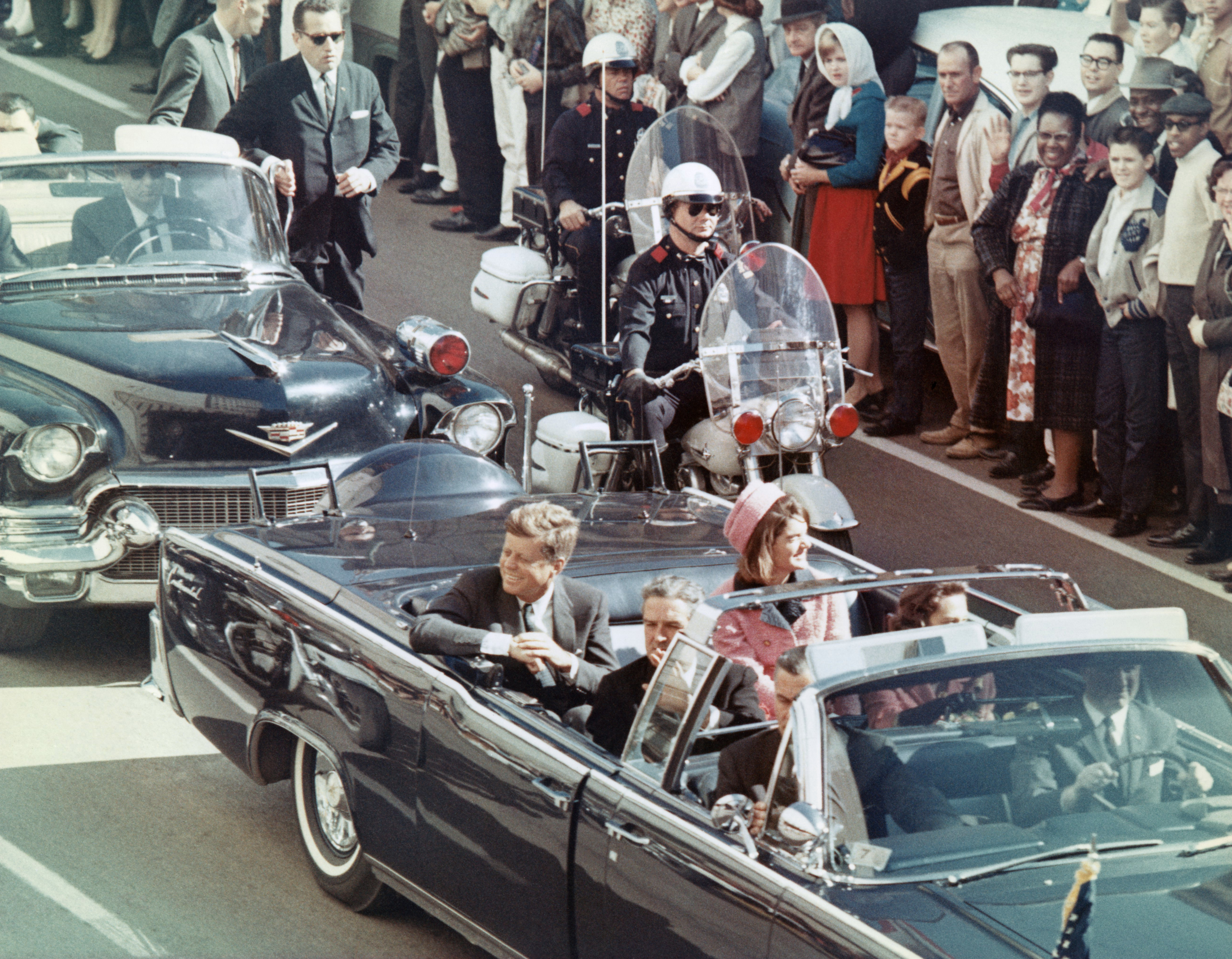
존 F. 케네디 대통령, 그의 아내 재클린, 그리고 코널리 부부가 암살 몇 분 전 대통령 리무진에 타고 있는 모습.

존 F. 케네디 미국 대통령의 암살은 1963년 11월 22일 금요일 오후 12시 30분, 텍사스주 댈러스의 딜리 플라자에서 대통령 카퍼레이드 도중 발생했다. 케네디는 아내 재클린, 텍사스 주지사 존 코널리, 그리고 코널리의 아내 넬리와 함께 차를 타고 가던 중 치명적인 총격을 받았다. 그는 등에 한 발, 탄알이 목을 관통하여 한 발, 그리고 머리에 한 발을 맞았다. 코널리 주지사는 심각한 부상을 입었고, 행인 제임스 태그는 총알 중 하나에 맞은 연석 조각이 파편이 되어 얼굴에 경미한 부상을 입었다. 카퍼레이드는 파크랜드 기념 병원으로 급히 향했고, 그곳에서 케네디는 오후 1시에 사망 선고를 받았다. 케네디의 뒤를 이어 린든 B. 존슨 부통령이 취임했다.
텍사스 교과서 보관소 6층에서 6.5×52mm 카르카노 모델 38 소총이 발견된 후, 보관소 직원 리 하비 오스월드, 전직 미 해병대원이자 미국 망명자는 댈러스 경찰국에 의해 암살과 암살 후 한 시간도 채 되지 않아 댈러스 오크 클리프 지역의 주택가에서 총에 맞아 사망한 댈러스 경찰관 J. D. 티핏 살해 혐의로 체포 및 기소되었다. 11월 24일 일요일, 시립 교도소에서 카운티 교도소로 이송되던 중, 오스월드는 댈러스 나이트클럽 주인 잭 루비에게 댈러스 경찰국 본부 지하실에서 총에 맞아 치명상을 입었다. 오스월드는 파크랜드 병원에서 사망했다. 루비는 오스월드 살해 혐의로 유죄 판결을 받았지만, 그의 유죄 판결은 나중에 항소심에서 뒤집혔다. 그는 1967년 새로운 재판을 기다리던 중 사망했으며, 그의 동기는 여전히 불분명하다.
1964년 워런 위원회는 케네디와 티핏이 오스월드에 의해 살해되었고, 오스월드가 두 살인 모두에서 단독으로 행동했으며, 루비가 오스월드를 살해하는 데 단독으로 행동했다고 결론 내렸다. 위원회의 발견은 일부 작가들에 의해 지지되었지만, 케네디 암살을 둘러싼 음모가 있었다고 가설을 세우는 다양한 비평가들에 의해 도전받았다.

## 현직 대통령 부상

### 로널드 레이건

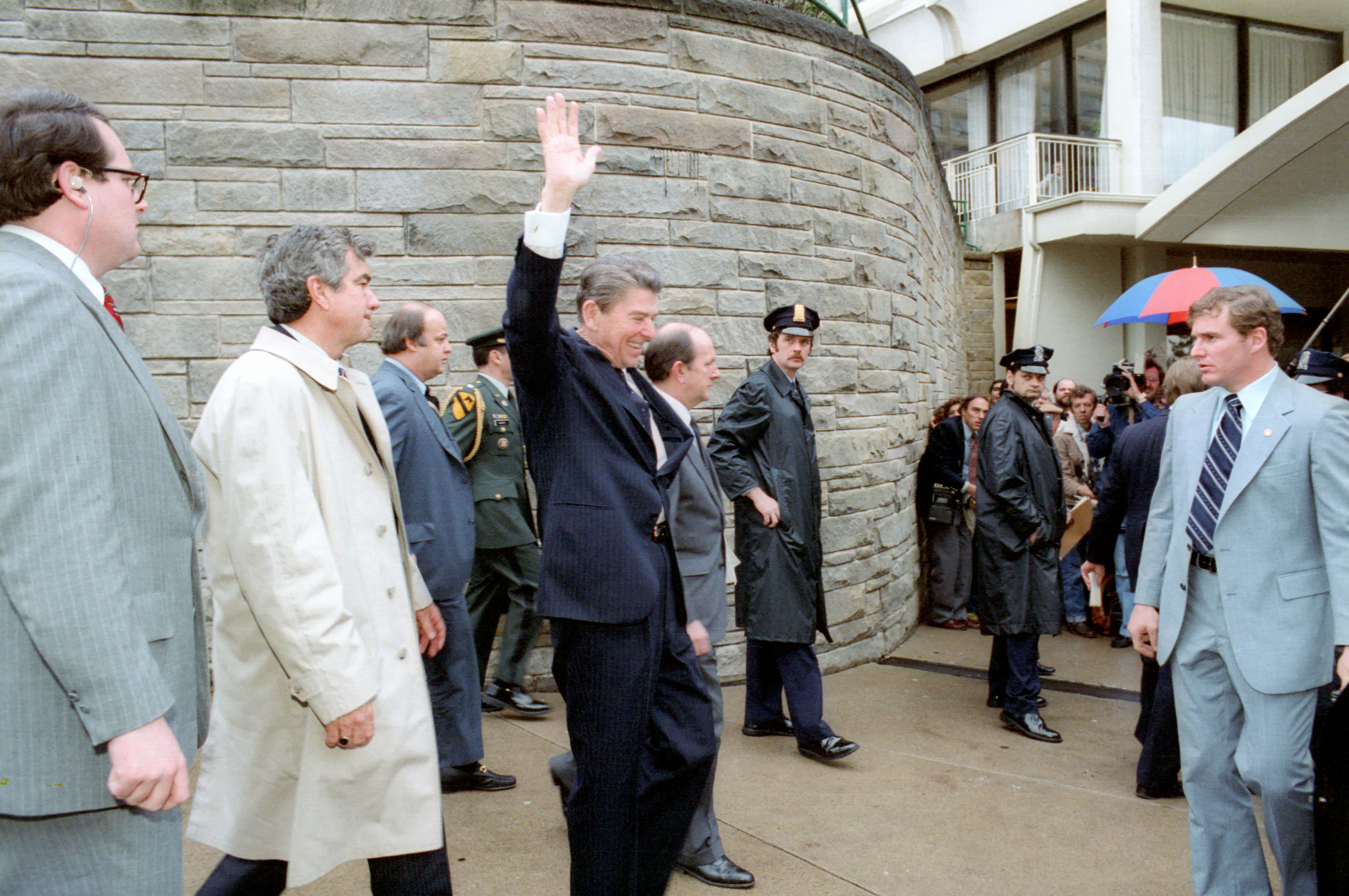
로널드 레이건 대통령 (가운데)이 1981년 3월 30일 워싱턴 D.C. 호텔 밖에서 총에 맞기 직전 손을 흔들고 있다.

1981년 3월 30일, 로널드 레이건이 워싱턴 힐튼 호텔에서 연설을 마친 후 리무진으로 돌아가던 중, 존 힝클리 주니어가 .22 구경 룀 RG-14 리볼버로 여섯 발을 발사했다. 레이건은 총알 한 발이 대통령 리무진 측면에 맞고 튕겨져 왼쪽 겨드랑이에 명중하여 갈비뼈가 부러지고 폐가 관통되어 심각한 내출혈을 일으키며 중상을 입었다. 조지 워싱턴 대학교 병원에 도착했을 때는 "죽음에 가까웠지만", 레이건은 응급실에서 안정화된 후 응급 탐색 수술을 받았다. 그는 4월 11일에 병원에서 퇴원했다. 레이건 외에도 제임스 브래디 백악관 대변인, 팀 매카시 비밀경호국 요원, 토머스 델라헌티 경찰관도 부상을 입었다. 세 명 모두 살아남았지만, 브래디는 뇌 손상을 입어 영구적으로 장애를 갖게 되었고, 2014년에 부상으로 사망했다.
힝클리는 즉시 체포되었고, 배우 조디 포스터에게 깊은 인상을 주기 위해 레이건을 죽이고 싶었다고 말했다. 그는 정신 질환을 앓고 있는 것으로 판명되어 정신병원에 수감되었다. 힝클리는 2016년 9월 10일에 정신병원에서 석방되었다.

## 전직 대통령 부상

### 시어도어 루스벨트

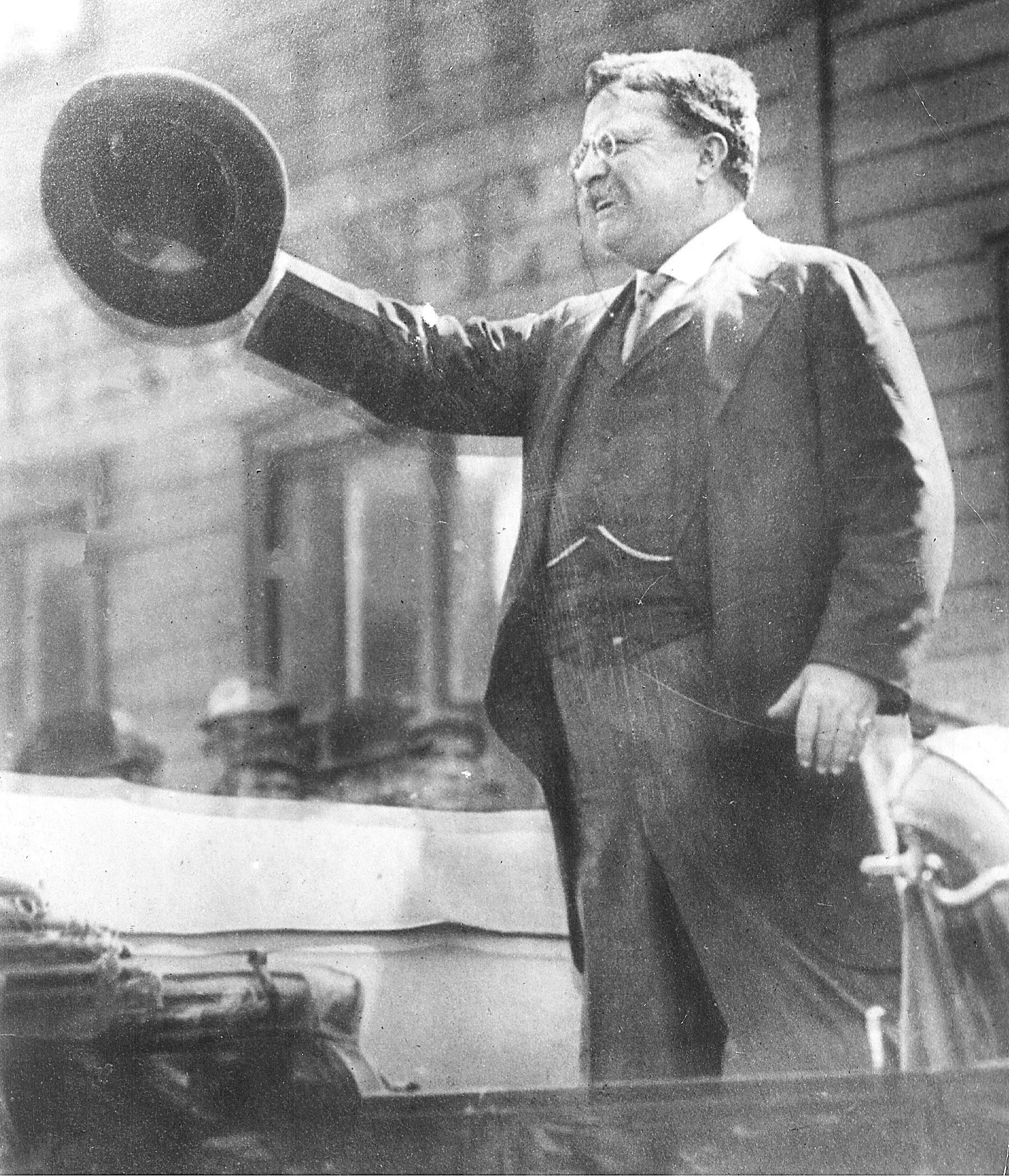
1912년 10월 14일 밀워키에서 차량에서 연설하는 시어도어 루스벨트. 총격 직전의 모습이다.

퇴임 3년 반 후, 시어도어 루스벨트는 1912년 미국 대통령 선거에 불 무스 당 소속으로 출마했다. 1912년 10월 14일 위스콘신주 밀워키에서 선거 유세를 하던 중, 몇 주 동안 그를 따라다니던 뉴욕 출신 술집 주인 존 쉬랭크가 .38구경 콜트 폴리스 포지티브 스페셜로 루스벨트의 가슴을 한 번 쏘았다. 루스벨트의 흉부 주머니에 두 번 접혀 있던 "개인의 대의보다 위대한 진보적 대의"라는 제목의 50페이지짜리 선거 연설문과 금속 안경 케이스가 총알의 속도를 늦춰 그의 생명을 구했다. 쉬랭크는 즉시 무장 해제되고 붙잡혔으며, 루스벨트가 쉬랭크를 해치지 말라고 소리치지 않았다면 린치를 당할 수도 있었다. 루스벨트는 군중에게 자신이 괜찮다고 안심시킨 후, 경찰에게 쉬랭크를 체포하고 폭력을 행사하지 않도록 명령했다.
루스벨트는 숙련된 사냥꾼이자 해부학자로서 피를 토하지 않는 한 총알이 폐에 도달하지 않았다는 것을 정확히 결론 내렸고, 즉시 병원에 갈 것을 거절했다. 대신, 그는 피가 셔츠에 스며드는 채로 예정된 연설을 했다. 그는 84분 동안 연설을 한 후 연설을 마치고 의료 지원을 받았다. 군중에게 한 그의 개회사 중 하나는 "신사 숙녀 여러분, 방금 제가 총에 맞았다는 것을 완전히 이해하시는지 모르겠습니다만, 불 무스(Bull Moose)를 죽이는 데는 그 이상의 것이 필요합니다."였다. 그 후, 조사와 X선 촬영 결과 총알이 루스벨트의 흉근에 박혔지만 흉막을 관통하지 않은 것으로 나타났다. 의사들은 총알을 제거하는 것보다 그대로 두는 것이 덜 위험하다고 결론 내렸고, 총알은 루스벨트의 몸에 평생 동안 남아 있었다. 그는 2주 동안 회복한 후 선거 운동으로 돌아왔다. 그의 끈기에도 불구하고 루스벨트는 결국 민주당 후보 우드로 윌슨에게 재선에 실패했다.
쉬랭크의 재판에서 암살 미수범은 윌리엄 매킨리가 꿈에 나타나 루스벨트를 죽여 그의 암살에 대한 복수를 하라고 말했다고 주장했다. 그는 법적으로 정신이상으로 판정되어 1943년 사망할 때까지 정신병원에 수용되었다.

### 도널드 트럼프

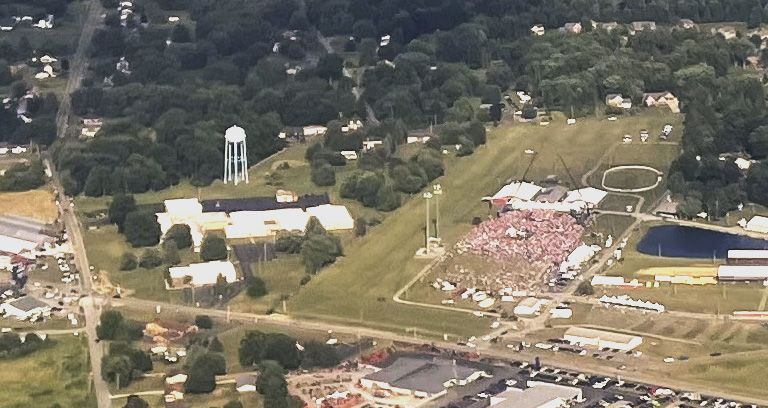
2024년 버틀러 팜 쇼 공항 트럼프 유세 현장, 암살 시도가 있었던 곳

2024년 7월 13일, 당시 전직 대통령이자 그해 대통령 선거의 공화당 추정 후보였던 도널드 트럼프는 펜실베이니아주 버틀러 근처에서 열린 유세 집회에서 총격을 받았다. 트럼프가 집회에서 연설을 시작한 직후, 20세의 토머스 매슈 크룩스는 무대에서 약 400 피트 (120 미터) 떨어진 건물 옥상에서 AR-15형 소총으로 8발을 발사했다. 크룩스는 또한 관객 코리 컴페라토레를 살해하고 다른 두 명의 관객에게 중상을 입혔다. 크룩스는 미국 비밀경호국 대저격팀에 의해 총에 맞아 사망했다. 트럼프는 총에 맞아 오른쪽 귀에 부상을 입었고 연단 바닥으로 몸을 피했으며, 그곳에서 비밀경호국 요원들의 보호를 받았다. 요원들의 도움으로 일어선 트럼프는 귀와 얼굴에 피를 묻힌 채 나타났다. 그는 그 후 "싸워라! 싸워라! 싸워라!"라고 입모양을 하거나 외쳤다. 피를 흘리는 트럼프가 미국 국기를 배경으로 주먹을 치켜드는 이미지는 상징적이고 역사적으로 중요하다고 널리 칭찬받았다. 트럼프는 무대에서 호송되어 인근 병원으로 이송되었으며, 몇 시간 후 안정된 상태로 퇴원했다. 그는 나중에 선거에서 승리하게 된다.
틀:시점, FBI의 수사가 진행 중이다. 크룩스의 동기는 여전히 알려지지 않았다.

## 기타 공격, 암살 시도 및 음모

### 앤드루 잭슨

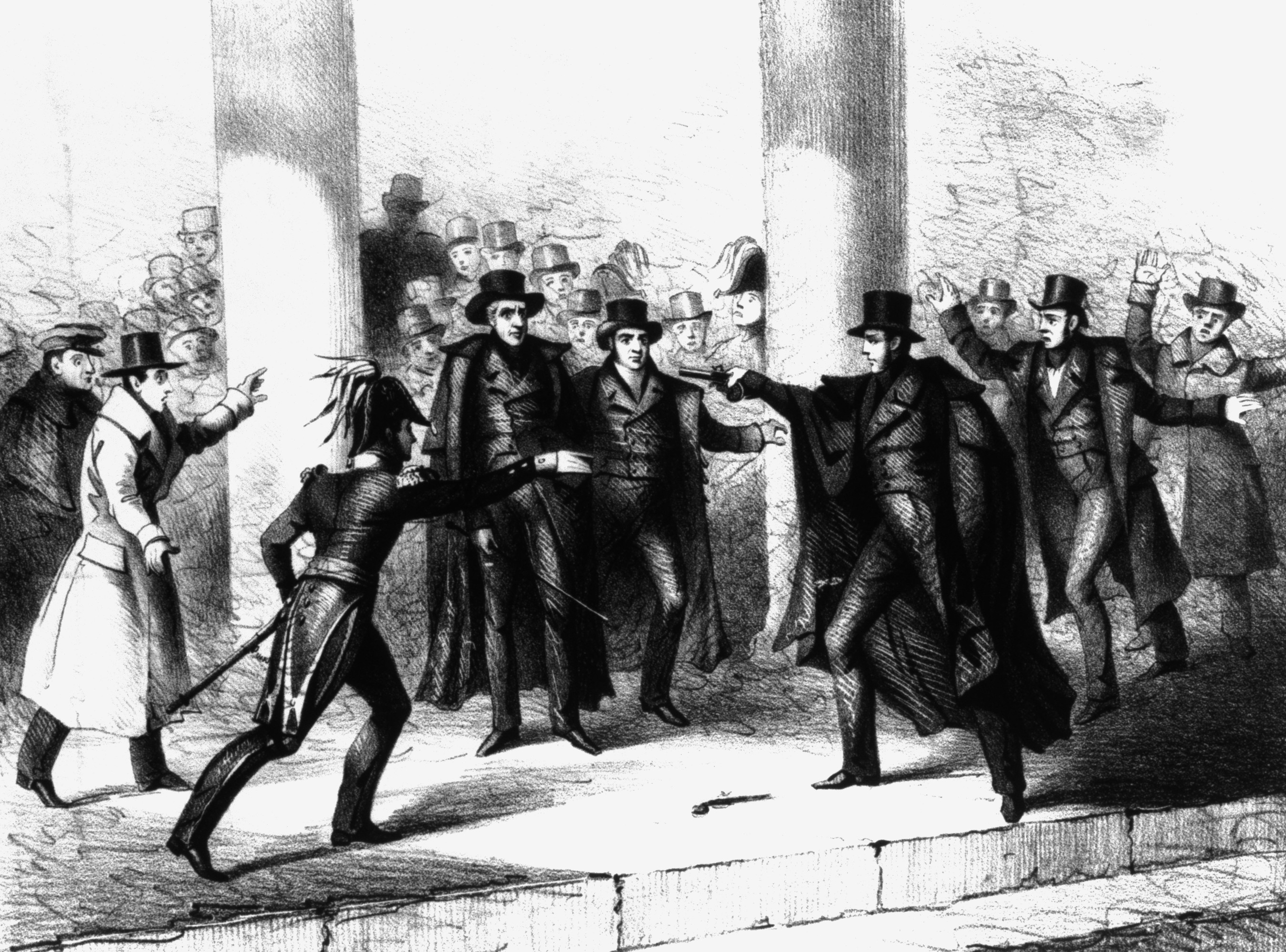
앤드루 잭슨 대통령 암살 미수 사건의 삽화.

- 1835년 1월 30일: 미국 국회의사당 바로 밖에서 리처드 로렌스라는 이름의 페인트공이 앤드루 잭슨 대통령을 두 자루의 권총으로 쏘려 했으나, 두 권총 모두 불발되었다. 나중에 누군가 그 두 권총을 시험해 보았는데 둘 다 잘 작동했다. 로렌스는 잭슨이 지팡이로 그를 심하게 구타한 후 체포되었다. 로렌스는 정신이상으로 무죄 판결을 받고 1861년 사망할 때까지 정신병원에 수용되었다.[46]

### 에이브러햄 링컨
- 1861년 2월 23일: 대통령 당선인 링컨은 볼티모어 음모의 위협 속에 메릴랜드주 볼티모어를 통과했다. 볼티모어 음모는 링컨이 취임하러 가는 길에 그를 암살하려는 메릴랜드의 아메리카 연합국 동조자들의 음모로 알려져 있다. 앨런 핑커톤의 전국 탐정사는 링컨의 여행 내내 보안을 관리하며 대통령 당선인을 보호하는 데 중요한 역할을 했다. 학자들은 위협이 실제로 존재했는지에 대해 논쟁하지만, 링컨과 그의 보좌관들은 볼티모어를 안전하게 통과하기 위해 조치를 취했다.
- 1863년 12월: 남부연합 요원 갓프리 조지프 하이암스는 1865년 12월 1863년에 루크 P. 블랙번에 의해 북부 도시에 황열 환자의 옷을 배포하여 황열을 감염시키려는 음모에 가담하도록 모집되었다고 주장했다. 하이암스는 또한 블랙번이 링컨 대통령을 감염시키기 위해 오염된 옷을 백악관에 배달하라고 지시했지만, 그는 이 명령을 불복종했다고 주장했다. 당시에는 황열이 모기에 물려 전염되며 접촉으로는 전염되지 않는다는 사실이 알려지지 않았으므로, 그러한 음모는 실패할 수밖에 없었다. 블랙번은 하이암스의 주장이 공개된 후 재판을 받았으나 무죄 판결을 받았다.[47]
- 1864년 8월: 알려지지 않은 저격수가 발사한 한 발의 소총탄이 백악관에서 북쪽으로 three 마일 (5 km) 떨어진 솔저스 홈 (그가 매일 밤 일하고 자고 다음날 아침 백악관으로 돌아오던 정기적인 휴양지)으로 늦은 저녁 무방비 상태로 말을 타고 가던 링컨의 머리를 간발의 차로 빗나갔다 (그의 모자를 관통했다). 오후 11시경, 솔저스 홈 구내 정문에서 근무 중이던 펜실베이니아 150대 자원봉사대 소속 이병 존 W. 니콜스가 총성을 듣고 잠시 후 대통령이 "맨발로" 자신을 향해 말을 타고 오는 것을 보았다. 링컨은 그의 오랜 친구이자 충성스러운 보디가드인 워드 힐 라몬에게 이 일을 설명했다.[48][49]
- 1865년 4월: 4월 1일, 남부연합 요원 토머스 F. 하니는 링컨 대통령과 그의 내각을 살해하여 미국 정부를 무력화시키는 임무를 띠고 버지니아주 리치먼드에서 워싱턴 D.C.로 파견되었다. 이 계획은 하니가 비밀 지하 통로를 통해 백악관에 접근한 후 폭파시키는 것이었다. 북군 병사 윌리엄 H. 스나이더가 이 음모를 북군에 알렸고, 하니는 4월 10일 워싱턴으로 가는 도중 체포되었다.[50]
- 1865년 4월 11일: 3일 후 링컨의 생명을 성공적으로 앗아갈 존 윌크스 부스는 장차 공모자 데이빗 헤럴드와 루이스 파월과 함께 워싱턴 D.C.에서 열린 링컨의 마지막 공개 연설에 참석했다. 연설 중 링컨이 전 노예들에게 투표권을 부여하는 것을 지지하자 부스는 격분하여 파월에게 링컨을 쏘라고 명령했다. 파월은 군중을 두려워하여 결국 포기했지만, 부스는 "그를 끝장내겠다"고 맹세하고 4월 14일에 실현된 링컨을 살해할 계획을 세웠다.[51]

### 윌리엄 하워드 태프트

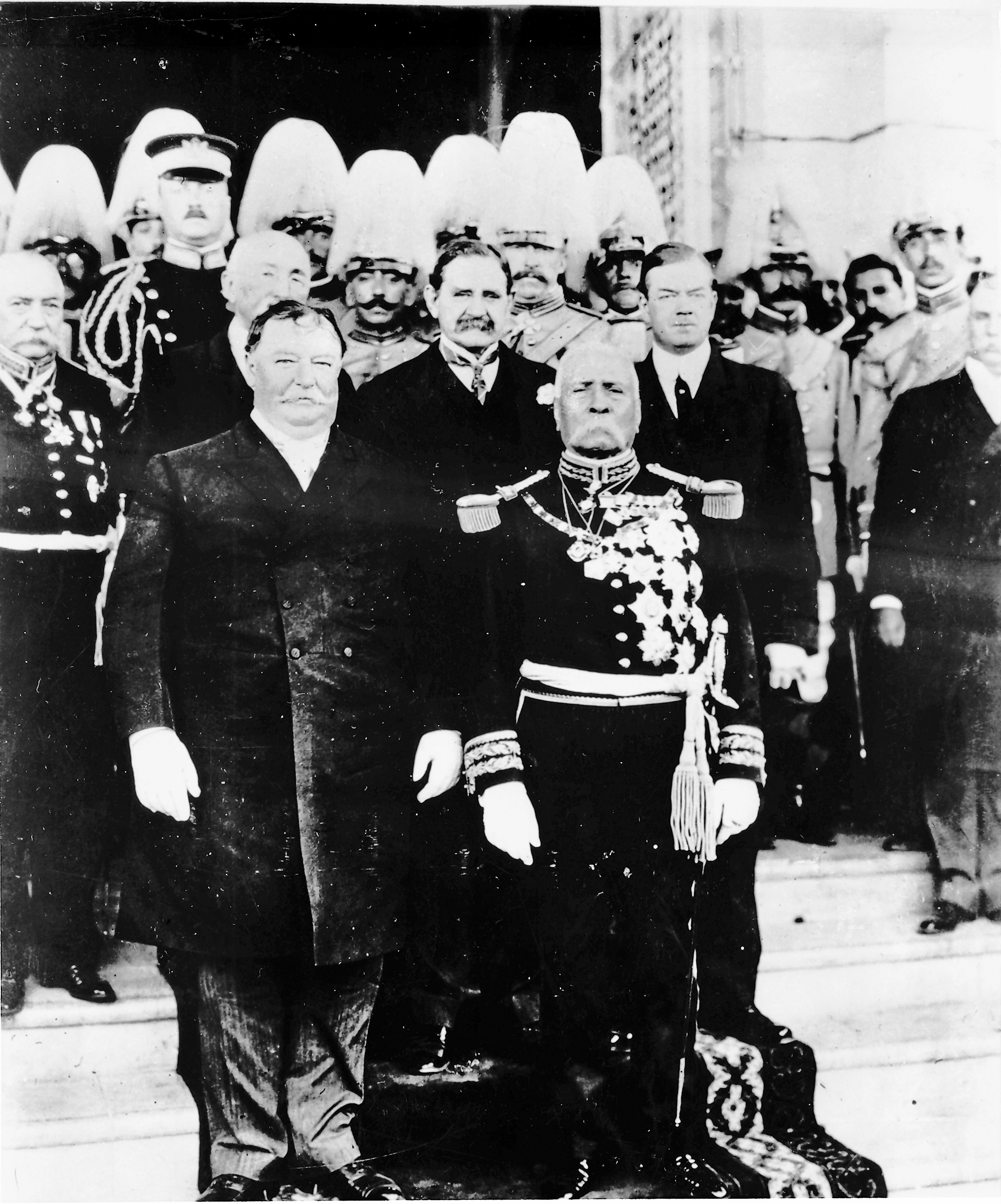
윌리엄 하워드 태프트와 포르피리오 디아스, 역사적인 첫 대통령 정상회담, 1909년 10월 시우다드후아레스, 멕시코

- 1909년: 윌리엄 하워드 태프트와 포르피리오 디아스는 텍사스주 엘패소와 치와와주 시우다드후아레스에서 정상회담을 계획했다. 이는 미국 대통령과 멕시코 대통령 간의 역사적인 첫 만남이자 미국 대통령이 멕시코 국경을 넘는 첫 번째 사례였다.[52] 디아스는 대통령으로서 예정된 8번째 임기 동안 미국의 지지를 보여주기 위해 회담을 요청했고, 태프트는 당시 멕시코에 투자된 수십억 달러의 미국 자본을 보호하기 위해 디아스를 지지하는 데 동의했다.[53] 양측은 엘패소와 시우다드후아레스를 연결하는 논쟁의 여지가 있는 차미살 스트립을 정상회담 동안 깃발이 없는 중립 지역으로 간주하기로 합의했지만, 이 만남은 이 지역에 대한 관심을 집중시켰고 암살 위협 및 기타 심각한 보안 문제로 이어졌다.[54] 텍사스 레인저, 4,000명의 미국 및 멕시코 군대, 미국 비밀경호국 요원, 연방수사국 요원, 미국 연방보안관이 모두 보안을 제공하기 위해 동원되었다.[55] 추가로 250명의 사설 경호대는 프레더릭 러셀 번햄이 이끌었으며, 그는 존 헤이스 해먼드가 고용한 유명한 스카우트였다. 해먼드는 예일 대학교에서 태프트와 친한 친구였고, 1908년 대통령 선거에서 미국 부통령 후보였던 사람으로, 그의 사업 파트너인 번햄과 함께 멕시코에 상당한 광업 이권을 가지고 있었다.[56][57][58] 정상회담 당일인 10월 16일, 번햄과 텍사스 레인저 소속 사병 C.R. 무어는 행렬 경로를 따라 엘패소 상공회의소 건물에 서 있는 52세의 줄리어스 버거슨이 숨겨진 팜 피스톨을 들고 있는 것을 발견했다.[59] 번햄과 무어는 태프트와 디아스에게서 불과 몇 피트 (약 1미터) 떨어진 곳에서 버거슨을 붙잡아 무장 해제시켰다.[60][61]
- 1910년: 태프트 대통령은 매사추세츠주 밀버리에 있는 그의 이모 델리아 토리를 방문했다. 토리는 나중에 매사추세츠주 보스턴에서 암살 음모를 우연히 들었다고 주장하는 낯선 사람을 만났다고 보고했다. 인근 매사추세츠주 우스터를 기차로 떠나기 전에, 그는 토리를 위협하며, 낯선 사람은 "아무것도 신문에 실리기를 원하지 않았고, 만약 그렇게 된다면 돌아와서 나를 죽일 것"이라고 주장했다. 토리는 이 음모를 지역 경찰에 보고했고, 지역 경찰은 이 주장을 우스터 경찰과 비밀경호국에 전달했다. 이 남자는 결코 신원이 확인되지 않았다.[62]

### 허버트 후버
- 1928년 11월 19일:[63] 허버트 후버 대통령 당선인은 10개국 "친선 여행"을 시작했다.[64] 칠레에서 안데스산맥을 건너던 중, 아르헨티나인 아나키스트들의 암살 음모가 저지되었다. 이 단체는 세베리노 디 조반니가 이끌었으며, 그는 아르헨티나 중앙 평원을 횡단하는 기차를 폭파할 계획이었다. 음모자들은 일정을 가지고 있었지만, 폭탄범은 선로에 폭발물을 설치하기도 전에 체포되었다. 후버는 무관심을 표하며 음모를 폭로한 신문의 첫 페이지를 찢어 버리고 "루가 그것을 보지 않는 것이 낫다"고 설명했다.[65] 그의 아내를 언급하며. 아르헨티나에 대한 그의 칭찬적인 발언은 주최국과 언론 모두에서 잘 받아들여졌다.[66]

### 프랭클린 D. 루스벨트

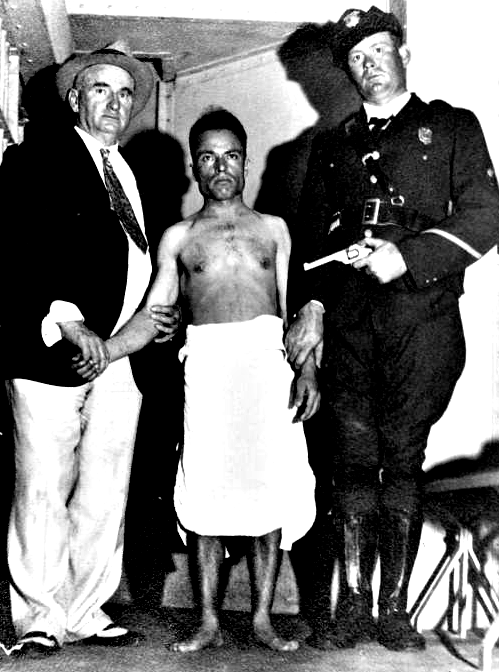
체포된 주세피 장가라

- 1933년 2월 15일: 프랭클린 D. 루스벨트의 첫 대통령 취임식 17일 전, 주세피 장가라가 플로리다주 마이애미에서 루스벨트에게 5발의 총을 발사했다. 장가라의 총알은 대통령 당선인을 빗나갔지만, 장가라는 시카고 시장 안톤 체르마크에게 치명상을 입히고 다른 네 명에게 부상을 입혔다. 장가라는 체르마크 살해 혐의에 대해 유죄를 인정했으며 1933년 3월 20일 전기의자로 처형되었다. 장가라의 표적이 누구였는지는 결론적으로 밝혀지지 않았지만, 대부분은 처음에는 그가 대통령 당선인을 쏘았다고 추정했다. 또 다른 이론은 이 시도가 수감된 알 카포네에 의해 지시되었을 수 있으며, 시카고 아웃핏과 시카고 조직 범죄 전반에 대한 단속을 주도했던 체르마크가 진정한 표적이었다는 것이다.[67][68]
- 1943년: 소련 내무인민위원부는 테헤란 회담에서 루스벨트, 윈스턴 처칠, 이오시프 스탈린을 암살하려는 나치 독일 무장친위대의 계획을 발견했다고 주장했다.[69]

### 해리 S. 트루먼
- 1947년 중반: 이스라엘 국가 수립 이전의 팔레스타인 유대인 반란 동안, 시온주의 준군사 조직 레히는 백악관의 대통령 및 고위 직원에게 보낸 여러 개의 우편 폭탄을 보낸 것으로 알려졌다. 당시 이 사건은 대중에게 공개되지 않았지만, 트루먼의 딸 마거릿 트루먼은 1972년에 출판된 트루먼의 전기에서 이 사건을 공개했으며, 이 주장은 이전에 우편실에서 일했던 아이라 R. T. 스미스의 회고록에서 공개되었다. 트루먼에 따르면, 영국 고위 관리들에게 비슷한 편지가 보내지고 레히가 책임을 주장한 후 영국 정보기관이 비밀경호국에 경고했으며, 백악관 우편실은 트루먼 대통령에게 보낸 편지를 가로채 비밀경호국이 해체시켰다.[70]
- 1950년 11월 1일: 두 명의 푸에르토리코 독립 운동가 오스카 콜라조와 그리셀리오 토레솔라가 백악관이 대대적인 개조 공사를 받는 동안 트루먼이 거주하던 블레어 하우스에서 해리 S. 트루먼 대통령을 살해하려 시도했다. 공격 과정에서 토레솔라는 백악관 경찰관 조지프 다운스에게 부상을 입혔고, 백악관 경찰관 레슬리 코펠트에게 치명상을 입혔다. 코펠트는 반격하여 토레솔라를 머리에 총을 쏘아 죽였다. 콜라조는 장교에게 부상을 입힌 후 복부에 총을 맞았다. 콜라조는 심각한 부상에도 살아남았고, 코펠트는 4시간 후 병원에서 부상으로 사망했다. 트루먼은 다치지 않았지만, 엄청난 위험에 처했다. 콜라조는 연방 재판에서 유죄 판결을 받고 사형을 선고받았다. 트루먼은 콜라조의 사형 선고를 종신형으로 감형했다. 1979년 지미 카터 대통령은 콜라조의 형량을 복역 기간으로 추가 감형했다.[71]

### 존 F. 케네디
- 1960년 12월 11일: 플로리다주 팜비치에서 휴가 중이던 존 F. 케네디 대통령 당선인은 73세의 전 우체국 직원 리처드 폴 파블릭의 위협을 받았다. 파블릭은 가톨릭교도에 대한 증오에 의해 움직였다. 파블릭은 다이너마이트가 가득 실린 그의 1950년형 뷰익을 케네디의 차량에 충돌시킬 계획이었지만, 케네디의 아내와 딸이 작별 인사를 하는 것을 보고 마음을 바꿨다.[72] 파블릭은 나흘 후 비밀경호국에 의해 운전 위반으로 정지된 후 체포되었으며, 경찰은 그의 차에서 다이너마이트를 발견하고 그를 체포했다. 1961년 1월 27일, 파블릭은 미국 공중보건서비스 미주리주 스프링필드 정신병원에 수용되었고, 7주 후 케네디의 생명을 위협한 혐의로 기소되었다. 파블릭에 대한 혐의는 댈러스에서 케네디가 암살된 지 열흘 후인 1963년 12월 2일에 기각되었다.[73] 에멧 클레이 초트 판사는 파블릭이 자신의 행동에서 옳고 그름을 구별할 수 없다고 판결했지만, 그를 정신병원에 계속 수용했다. 연방 정부도 1964년 8월에 기소를 취하했고, 파블릭은 결국 1966년 12월 13일에 뉴햄프셔 주립 병원에서 석방되었다.[73][74][75]

### 리처드 닉슨
- 1972년 4월 13일: 아서 브레머는 캐나다 오타와의 카퍼레이드에 총기를 소지하고 닉슨을 쏘려 했으나, 대통령의 차가 너무 빨라 브레머가 제대로 쏘지 못했다. 다음 날 브레머는 센트레 블록 밖에서 닉슨의 차를 본 것 같았지만, 호텔 방에서 총을 가져올 때쯤 차는 사라졌다.[76] 한 달 후, 브레머는 대신 앨라배마주 주지사 조지 월리스를 총으로 쏘아 중상을 입혔고, 월리스는 1998년 사망할 때까지 허리 아래가 하반신 마비되었다. 다른 세 명도 부상을 입었다. 브레머는 35년간 복역했다.[77][78]
- 1974년 2월 22일: 새뮤얼 바이크는 상업용 항공기를 백악관에 충돌시켜 닉슨을 죽일 계획을 세웠다.[79] 그는 메릴랜드 항공국 경찰관을 살해한 후 볼티모어-워싱턴 국제공항에서 DC-9를 납치했고, 휠 블록이 아직 장착되어 있어 이륙할 수 없다는 말을 들었다. 두 조종사에게 총을 쏜 후(한 명은 나중에 사망), 찰스 '부치' 트로이어라는 경찰관이 비행기 문 창문을 통해 바이크를 쏘았다. 그는 자살하기에 충분한 시간 동안 살아남았다.

### 제럴드 포드

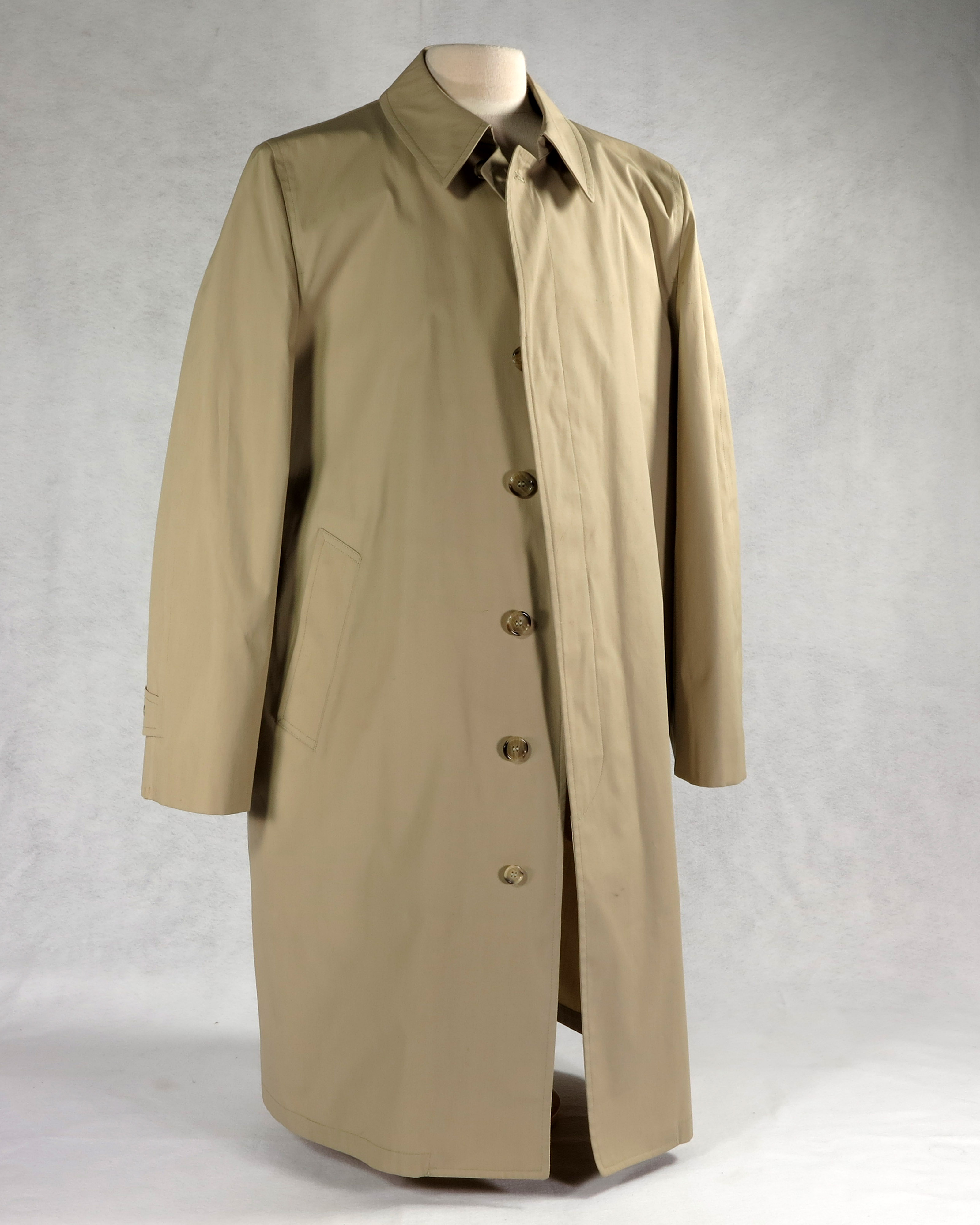
1975년 10월 샌프란시스코 암살 시도 이후 포드가 대중 앞에서 입기 시작한 방탄 트렌치코트.

- 1974년 8월 중순: '알파벳 폭탄범'으로도 알려진 무하렘 쿠르베고비치는 메시지에서 워싱턴 D.C.로 와서 취임한 지 10일밖에 안 된 제럴드 포드 대통령에게 신경가스 폭탄을 던지겠다고 말했다.[80] 하루 만에 중앙정보국, 미국 비밀경호국 및 기타 법 집행 기관이 백악관 지하실에서 쿠르베고비치를 식별했으며, 그는 8월 20일 체포되었다.[81](p. 379) 이 그룹은 CIA의 음성 분석을 통해 그의 유고슬라비아 출신을 확인했으며, 그가 처음 표적으로 삼았던 판사와 경찰서장의 사건 기록을 통해 그의 신원을 삼각 측량했다. 쿠르베고비치는 1974년에 체포되어 1980년에 종신형을 선고받았다.[82]
- 1975년 9월 5일: 새크라멘토의 캘리포니아주 의사당 북쪽에서 찰스 맨슨의 추종자 리네트 "스키키" 프롬이 군중 속에서 포드에게 악수를 청하러 다가갔을 때 콜트 M1911 .45구경 권총을 뽑았다. 그녀는 권총 탄창에 4발의 탄약을 가지고 있었지만 약실에는 탄약이 없었기 때문에 총이 발사되지 않았다. 그녀는 비밀경호국 요원 래리 부엔도르프에 의해 신속하게 제압되었다. 프롬은 종신형을 선고받았지만, 2009년 8월 14일 (2006년 포드의 자연사 후 2년 8개월)에 석방되었다.[83]
- 1975년 9월 22일: 프롬의 시도 이후 불과 17일 만에 캘리포니아주 샌프란시스코에서 사라 제인 무어가 40피트 떨어진 곳에서 포드에게 리볼버를 발사했다.[84] 행인 올리버 시플이 무어의 팔을 잡았고, 총알은 포드를 빗나가 건물 벽에 맞고 택시 운전사 존 루드비히에게 경미한 부상을 입혔다.[85] 무어는 연방 법원에서 재판을 받고 유죄 판결을 받아 종신형을 선고받았다. 그녀는 2007년 12월 31일 연방 교도소에서 30년 이상 복역한 후 가석방되었다. (포드의 자연사 후 1년 5일 뒤)

1975년 9월에 제럴드 포드에 대한 두 번의 암살 시도는 여성이 미국 대통령을 암살하려 시도한 유일한 두 가지 알려진 사례이다.

### 조지 H. W. 부시
- 1993년 4월 13일: 쿠웨이트 당국과 FBI 수사에 따르면,[86] 사담 후세인을 위해 일하는 것으로 추정되는 14명의 쿠웨이트 및 이라크 남성이 폭탄을 쿠웨이트로 밀수하여, 1993년 1월 퇴임한 지 3개월 후 쿠웨이트 대학교를 방문하는 조지 H. W. 부시 전 대통령을 차량 폭탄으로 암살할 계획을 세웠다.[87] 전 대통령은 1993년 페르시아만 전쟁에서 연합군의 승리를 기념하기 위해 쿠웨이트를 방문 중이었는데, 쿠웨이트 관리들은 암살 음모를 좌절시키고 용의자들을 체포했다고 주장했다. 당시 전 대통령은 그의 아내, 두 아들, 전 국무장관 제임스 베이커, 전 비서실장 존 H. 스누누, 전 재무장관 니콜라스 브래디와 동행했다. 쿠웨이트 당국이 체포한 17명 중 두 명의 용의자, 왈리 압델하디 가잘리와 라아드 압델-아미르 알-아사디는 재판에서 고문을 받았다고 주장하며 자백을 철회했다.[88] 쿠웨이트 법원은 피고인 한 명을 제외한 모두에게 유죄를 선고했다. 당시 빌 클린턴 대통령은 바그다드 만수르 지구에 있는 이라크 정보 건물에 대한 순항 미사일 공격으로 대응했다. 이 음모는 클린턴의 뒤를 이어 대통령이 된 부시의 아들 조지가 이라크 결의의 정당화 중 하나로 사용했으며, 이는 2003년 이라크 침공을 승인했다. CIA 대테러 센터의 분석에 따르면 암살 음모는 쿠웨이트 당국에 의해 조작되었을 가능성이 높다고 결론 내렸다.[89] 그러나 당시 FBI는 이 음모가 이라크 정보국 (IIS)에 의해 지시되었음을 확인했으며, CIA는 사담 후세인이 미국에 대한 복수를 하고, 미국과 협력한 쿠웨이트를 처벌하고, 다른 아랍 국가들이 이라크에 더 이상 개입하지 못하도록 암살 시도를 승인했다는 정보를 입수했다.[90] 공격 전날인 1993년 4월 12일, 당시 유엔 주재 미국 대사이자 미래의 제64대 미국 국무장관인 매들린 올브라이트는 이라크 음모의 증거를 제시하기 위해 유엔 안전 보장 이사회에 출석하여 국제적 지지를 얻으려 했다.

### 빌 클린턴
- 1994년 1월 21일: 퇴역 군인이자 프리랜서 작가인 로널드 진 바버는 대통령이 조깅하는 동안 클린턴을 죽일 계획을 세웠다. 바버는 대통령이 러시아를 국빈 방문 중이던 일주일 후 총을 발사하지 않고 플로리다로 돌아왔다.[91] 바버는 5년형을 선고받았고 1998년에 석방되었다.
- 1994년 10월 29일: 프란시스코 마틴 두란은 클린턴이 검은 양복을 입은 남자들 사이에 서 있다고 생각하여 백악관 노스 론을 내려다보는 울타리에서 7.62×39mm SKS 반자동 소총으로 최소 29발을 발사했다 (클린턴은 건물 안에 있었다). 해리 라코스키, 켄 데이비스, 로버트 헤인스 세 명의 관광객이 두란을 태클하여 그가 아무도 다치게 하기 전에 제압했다. 주머니에서 자살 유서가 발견된 두란은 40년형을 선고받았다.[92][93]
- 1994년 11월: 오사마 빈라덴은 1993년 세계 무역 센터 폭탄 테러의 주범인 람지 유세프를 모집하여 클린턴을 암살하려 했다. 그러나 유세프는 경비가 너무 삼엄할 것이라고 판단하고 대신 교황 요한 바오로 2세를 표적으로 삼기로 결정했다.[94]
- 1996년 11월 24일: 마닐라에서 열린 아시아 태평양 경제협력체 (APEC) 포럼 방문 중 클린턴의 의전차량은 다리를 건너기 전에 경로를 변경했다. 비밀경호국 요원들은 공격이 임박했다는 메시지를 가로챘고, 루이스 메를레티 비밀경호국장은 의전차량의 경로를 변경하도록 명령했다. 정보팀은 나중에 다리 밑에서 폭탄을 발견했다. 이후 미국의 조사 결과 "이 음모는 아프가니스탄에 거주하는 사우디 테러리스트 오사마 빈라덴에 의해 주도되었다"고 밝혀졌다.[95]
- 2018년 10월: 그의 아내 힐러리 클린턴에게 보내진 파이프밤이 든 소포가 뉴욕주 채퍼콰에 있는 그들의 집으로 배송되던 중 비밀경호국에 의해 가로채졌다. 이는 전 대통령 버락 오바마를 포함한 다른 민주당 지도자들에게 같은 주에 발송된 여러 소포 중 하나였다.[96] 소포가 가로채졌을 때 빌 클린턴은 채퍼콰 자택에 있었고, 힐러리는 2018년 중간선거에서 민주당원들을 위해 플로리다에서 선거 운동 중이었다.[97] 지문 DNA는 이 소포가 플로리다 거주자 세사르 사요크가 보냈음을 밝혀냈고, 그는 소포가 가로채진 이틀 후에 체포되었다.[98] 검찰은 사요크에게 종신형을 구형했지만, 판사는 대신 20년형을 선고했다.[99]

### 조지 W. 부시
- 2005년 5월 10일: 부시 대통령이 조지아의 트빌리시 자유광장에서 연설을 하던 중, 블라디미르 아루튜니안이 연단 쪽으로 소련제 RGD-5 수류탄을 던졌다. 수류탄은 핀이 뽑힌 상태였지만, 빨간 타탄 손수건에 단단히 싸여 안전 레버가 분리되지 않아 폭발하지 않았다.[100] 그날 도주한 아루튜니안은 2005년 7월에 체포되었다. 체포 과정에서 그는 내무부 요원을 살해했다. 그는 2006년 1월 유죄 판결을 받고 종신형을 선고받았다.[101][102]
- 2022년 5월 24일: 오하이오주 콜럼버스 거주 이라크 시민 시하브 아흐메드 시하브 시하브는 여러 위장 FBI 정보원들과의 대화에서 얻은 정보를 바탕으로 부시 전 대통령을 암살하려는 음모에 연루된 혐의로 체포되었다.[103] 그는 또한 이민 범죄를 저지르고 이라크 국적자들을 멕시코에서 미국으로 불법 밀입국시켜 음모를 돕려 한 혐의도 받았다. 그는 또한 정보원들에게 사망 전의 전 이라크 레반트 이슬람국 지도자 아부 바크르 알바그다디와 전 이라크 레반트 이슬람국 재무 책임자를 포함한 이라크 레반트 이슬람국 조직원들과 직접적인 관계가 있다고 주장했으며, 후자의 경우 콜럼버스의 자동차 판매점을 통해 미국으로 돈세탁을 할 의도였다. 2월에 시하브와 정보원은 텍사스주 댈러스에 있는 부시의 집과 조지 W. 부시 연구소로 가서 감시 활동을 벌였다. 시하브는 2020년 9월 위조 신분증으로 불법 입국했다. 시하브는 침공 이후 2003년부터 2006년까지 이라크에서 많은 미군을 살해하기 위해 이라크 테러리스트들과 협력했다고 주장했다. 그는 암살 음모의 동기가 이라크 전쟁에 대한 분노였다고 진술했다.[104]

### 버락 오바마
- 2008년 12월: 캠프 레쥔에 주둔하던 20세 미국 해병 코디 레이 브리티넘은 "내외의 모든 적들로부터 보호하겠다"는 맹세를 했다고 썼다. 그는 서명된 "의향서"에서 버락 오바마 대통령 당선인을 "국내의 적"이자 브리티넘의 계획된 암살 음모의 표적이라고 지목했다.[105] 그의 막사를 수색한 결과 백인 우월주의 자료가 담긴 일지가 발견되었다.[106] 2010년 6월, 브리티넘은 연방 교도소에서 8년 4개월형을 선고받았다.[107]
- 2009년 4월: 튀르키예 이스탄불에서 열린 문명 연대 정상회담에서 오바마를 암살하려는 음모가 알 자지라 TV 언론인 신분증을 위조한 시리아 출신 남성이 발견된 후 발각되었다. 이 남성은 터키 보안 당국에 칼로 오바마를 살해할 계획의 세부 사항을 자백했다. 그는 자신에게 세 명의 공범이 있었다고 주장했다.[108]
- 2011년 11월: 21세의 오스카 라미로 오르테가-에르난데스는 음모론과 극단적인 종교적 견해에 영향을 받아 오바마를 살해하려 시도했다. 그의 고향인 아이다호에서 여행을 온 그는 반자동 소총으로 여러 발을 발사하여 백악관에 맞혔다. 아무도 다치지 않았지만 창문이 깨졌다.[109] 그는 25년형을 선고받았다.[110]
- 2011년 ~ 2012년: 극우 테러 조직 FEAR는 오바마를 암살하는 것을 포함한 일련의 테러 공격을 계획했다.[111] 이 음모는 그룹 구성원 4명이 살인 혐의로 체포되고, 마이클 버넷 한 명이 감형을 대가로 당국에 협조하기로 동의하면서 저지되었다.[112]
- 2012년 10월: 콜로라도주 웨스트민스터에 사는 정신 질환자 미첼 쿠식이 자신의 치료사에게 콜로라도주 볼더에서 열리는 유세 중 산탄총으로 오바마를 살해할 의도였다고 고백한 후 체포되었다.[113]
- 2013년 4월: 리신 독소가 묻은 편지가 오바마에게 보내지면서 또 다른 시도가 있었다.[114] 발송자는 나중에 제임스 에버렛 더츠케로 확인되었다.[115]
- 2013년 5월: 리신이 묻은 편지가 오바마와 뉴욕 시장 마이클 블룸버그에게 보내졌는데, 발송자는 자신의 총을 빼앗으려는 누구든 죽이겠다고 맹세했다. 이 사건의 편지는 배우 섀넌 리처드슨이 보냈으며, 그녀는 자신의 남편 네이선을 범인으로 몰려고 했다.[116]
- 2013년 6월: 뉴욕주 갤웨이의 글렌든 스콧 크로포드와 뉴욕주 허드슨의 에릭 파이트 두 백인 우월주의자가 무슬림 미국인과 이스라엘의 다른 잠재적 적들을 직접 만든 "방사능 총"으로 살해하려는 음모로 체포되었다. 크로포드는 이를 "히로시마를 스위치 하나로 재현"할 수 있다고 묘사했다.[117] 나중에 크로포드가 오바마 대통령뿐만 아니라 다른 여러 표적에도 이 장치를 사용할 것을 제안했다는 사실이 밝혀졌다.[118]
- 2015년 2월: 뉴욕시의 세 남성이 위장 요원에게 오바마를 살해하고 이라크 레반트 이슬람국에 가입할 계획을 이야기한 후 FBI에 의해 체포되었다.[119]
- 2018년 10월: 세사르 사요크 주니어가 보낸 파이프밤이 든 소포가 워싱턴 D.C.에 있는 오바마 전 대통령의 자택으로 발송되었으나, 미국 비밀경호국에 의해 가로채졌다.[120][121]
- 2019년 4월: 민병대 조직인 United Constitutional Patriots의 일원인 래리 미첼 홉킨스는 4월 20일 자신의 민병대가 오바마와 힐러리 클린턴을 암살하기 위한 훈련을 하고 있다고 자백한 혐의로 체포되었다.[122]

### 도널드 트럼프
- 2017년 9월 6일: 노스다코타주 비즈마크 출신의 42세 그레고리 리 레인강은 맨던에서 도널드 트럼프 대통령이 대중의 지지를 얻기 위해 주를 방문했을 때 그를 암살하려 시도했다. 레인강은 정유 공장에서 지게차를 훔쳐 대통령 카퍼레이드를 향해 몰았다. 지게차가 정유 공장 내에 막히자 그는 도주했고 추격하던 경찰에 의해 체포되었다. 구금 중 인터뷰에서 그는 훔친 지게차로 대통령 리무진을 뒤집어 대통령을 살해할 의도였다고 시인했으며, 당국은 그가 단순히 개인 용도로 차량을 훔친 것으로 의심했지만 놀라워했다. 이 남성은 암살 미수, 지게차 절도, 관련 혐의 및 같은 날 발생한 여러 다른 관련 없는 범죄에 대해 유죄를 인정했다. 결과적으로 그는 20년형을 선고받았다. 그의 변호사는 "심각한 정신과적 위기"를 언급했다.[123][124]
- 2017년 11월: 리살 공원, 마닐라에서 이라크 레반트 이슬람국 (IS)과 연계된 이름이 공개되지 않은 한 남성이 아세안 정상회의 기간 동안 트럼프를 암살하려 계획한 혐의로 필리핀 국가 경찰에 의해 체포되었다. 실패한 암살 시도 일주일 전, 비밀경호국은 필리핀 내 IS의 일반적인 존재와 소셜 미디어에서 대통령에 대한 많은 사람들의 위협 때문에 대통령에 대한 공격 계획을 이미 의심하고 있었다. 트럼프의 비행기가 착륙하기 전, 비밀경호국은 소셜 미디어에서 대통령을 살해하겠다고 위협한 한 남성으로부터 신뢰할 만한 테러 위협을 발견했고, 신속하게 테러리스트를 추적하여 체포했다. 정부는 1년 간의 침묵 끝에 텔레비전 다큐멘터리를 통해 이 사건을 대중에게 공개했다.[125][126]
- 2018년 10월 1일: 리신 독극물이 묻은 봉투가 트럼프에게 발송되었으나 우편 시설에서 발견되었다. 몇몇 다른 편지들도 국방부에 보내졌으며, 모든 편지 봉투에는 "잭과 미사일 콩 가루"라고 적혀 있었다. 이틀 후인 10월 3일, 유타주 해군 참전 용사 윌리엄 클라이드 앨런 3세(39세)가 체포되어 대통령에 대한 위협을 우편으로 보낸 혐의 1건과 미국 공무원에게 협박성 통신을 우편으로 보낸 혐의 5건으로 기소되었다. 앨런은 모든 혐의에 대해 무죄를 주장했다.[127]
- 2020년 9월: 독극물 리신이 든 편지가 도널드 트럼프에게 보내졌으나 미국 비밀경호국에 의해 백악관으로 배달되기 전에 가로채졌다. 캐나다 여성 파스칼 페리에가 캐나다에서 편지를 보냈고, 총기와 탄약을 소지한 채 캐나다 국경을 넘어 미국으로 입국하려던 중 체포되었다. 페리에는 독극물 편지 발송 혐의로 텍사스주의 법 집행관들에게도 편지를 보낸 혐의로 22년형을 선고받았다. 그녀는 자신을 평화 운동가라고 묘사하며 "제가 후회하는 유일한 것은 그것이 효과가 없었고 트럼프를 막을 수 없었다는 것입니다"라고 주장했다.[128]
- 2020년 10월: 미시간 주지사 그레천 휘트머에 대한 납치 음모에 연루된 혐의로 체포된 델라웨어주 남성 배리 크로프트 주니어가 트럼프를 포함한 정치인들을 교수형에 처하고 싶다는 목록에 포함시켰다고 보도되었다.[129] 2022년 12월, 크로프트는 19년형을 선고받았다.[130]
- 2024년 7월 12일: 이란 혁명 수비대 요원으로 알려진 파키스탄 남성 아시프 머천트가 집회에서 트럼프를 살해할 음모로 체포되었다.[131] 미국 국가안전보장회의 대변인 아드리엔 왓슨은 이 음모가 카셈 솔레이마니 암살에 대한 복수로 믿어진다고 말했다.[132][133][134] 머천트는 고용된 암살자로 위장한 연방 요원들에게 5,000달러를 지불했으며, 그가 미국을 떠난 후에 지시를 받을 것이라고 말했다.[135] 머천트는 7월 12일 텍사스주 휴스턴에서 미국을 떠나려던 직전에 체포되었다.[136]

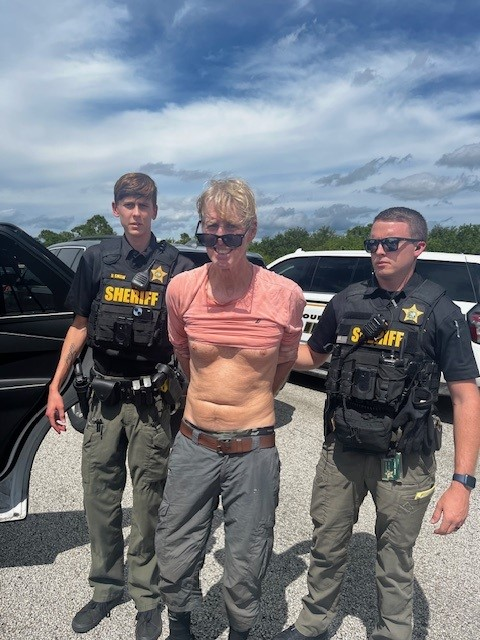
도널드 트럼프 암살 미수 사건 이후 루스의 체포

- 2024년 9월 15일: 58세의 라이언 웨슬리 루스가 플로리다주 웨스트팜비치에 있는 트럼프 소유의 사설 골프장에서 미국 비밀경호국 요원에 의해 SKS 스타일 소총을 들고 있는 것이 발견되었다. 루스는 언론에서 트럼프 (골프 중)의 사진을 찍기 위해 일반적으로 사용되는 장소에 숨어 있었다. 12시간 동안 수풀 속에 숨어 있던 루스는 골프장 울타리에서 300~500야드 떨어진 곳에 무기를 겨누고 있었다. 비밀경호국 요원이 이를 발견하고 루스를 향해 네 발을 발사했으며, 루스는 무기를 떨어뜨리고 도주했다. 짧은 경찰 추격 끝에 그는 저항 없이 제지되어 구금되었으며, 아무도 다치지 않았다.[137][138] 다음 날, FBI는 루스가 트럼프를 명확하게 볼 수 있는 시야가 없었으며, 총을 발사하지 않았다고 확인했다. 2025년 4월 7일, 기소장에 따르면 루스는 최소 두 명의 공범이 있었으며, 한 명은 군용 무기에 접근할 수 있는 우크라이나에 있었고, 다른 한 명은 "라미로"라는 가명을 사용하는 멕시코의 밀수업자였으며, 루스는 이들과 인스턴트 메시징 앱 WhatsApp을 통해 통신했다.[139][140] 같은 기소장에 따르면 루스는 시도 직후 며칠 내에 멕시코시티로 도주할 계획이었다. 루스의 재판은 2025년 9월 8일에 시작될 예정이다.[141]
- 2024년 9월: 법무부가 제출한 형사 고소장에 따르면, 한 이란 관리가 미국 내 요원들에게 선거 전에 트럼프를 살해할 계획을 세우라고 지시했다. 51세의 파르자드 샤케리, 49세의 칼라일 리베라, 36세의 조나단 로드홀트 등 세 명의 요원은 청부 살인, 청부 살인 공모, 돈세탁 공모 혐의로 기소되었다. 샤케리는 추가로 외국 테러 조직에 대한 물질적 지원, 외국 테러 조직에 대한 물질적 지원 공모, 국제 비상 경제 권한법 및 이란 정부에 대한 제재 위반 공모 혐의로 기소되었다.[142]
- 2025년 2월 11일: 나인 앵글스 교단의 추종자인 17세의 니키타 카사프는 위스콘신주 워키쇼에서 그의 어머니인 35세의 타티아나 카사프와 계부인 51세의 도널드 메이어를 총으로 쏘아 살해했다. 카사프는 그들의 시신과 함께 2주 동안 살았다고 고발되었다. 그는 2월 28일, 위스콘신 자택에서 800마일 떨어진 캔자스주 웨이키니에서 계부의 검은색 2018년형 폭스바겐 아틀라스를 운전하던 중 정지 신호를 무시한 후 체포되었다. 차 안에는 계부의 스미스 & 웨슨 .357 매그넘 리볼버, 피해자들의 운전면허증, 그리고 사용된 탄피가 들어 있었다. 그는 또한 인종 전쟁을 선동하고 혼란을 야기하기 위해 트럼프 대통령을 암살할 계획을 세운 혐의도 받고 있다.[143]
- 2025년 4월 11일: 32세의 숀 몬퍼는 연방수사국에 의해 소셜 미디어에 도널드 트럼프를 암살하겠다는 여러 위협을 게시한 혐의로 체포되었다. 2025년 트럼프가 취임한 이후 몬퍼는 총기 난사를 저지를 준비를 위해 여러 총기와 탄약을 구입했다. 몬퍼는 2024년 트럼프의 펜실베이니아 암살 미수 사건이 발생했던 펜실베이니아주 버틀러에 살고 있었다.[144] 5월 2일, 몬퍼는 미국 공무원의 공무를 방해하기 위해 살해 위협을 한 혐의 4건으로 기소되었다.[145]

### 조 바이든
- 2023년 8월 9일: 74세의 프로보 거주자 크레이그 델리우는 소셜 미디어 게시물에서 조 바이든이 유타를 방문하는 동안 M24 저격 소총으로 그를 암살하겠다고 위협했다. 경찰에 따르면 그의 게시물은 그가 장거리 저격 소총과 다른 여러 무기, 그리고 길리 슈트로 알려진 위장복을 소유하고 있음을 나타냈다.[146][147] 이 게시물은 그에 대한 체포영장 발부로 이어졌고, 연방수사국 특수요원들이 오전 6시 15분에 그의 거주지를 급습했다. 급습 과정에서 델리우는 무장한 채 저항했고, 이로 인해 그는 법 집행관에 의해 총에 맞아 사망했다.[148][149]
- 2023년 5월 22일: 세인트루이스 근처 미주리주 체스터필드 출신의 19세 남성 사이 바르시트 칸둘라가 백악관 경내와 대중을 분리하는 바리케이드에 렌터카 박스 트럭을 몰고 돌진했다. 직후 그는 미국 국립공원 경찰에 의해 구금되었고, 그의 트럭에서 나치 국기가 발견되었다. 칸둘라는 제3제국에 대한 존경심을 표하며 "대통령을 죽이고" "권력을 장악"할 의도를 밝혔다고 진술했다.[150] 2025년 1월 16일, 그는 8년형을 선고받았다.[151]

## 암살 소문이 돌았던 사망 사건

### 재커리 테일러
1850년 7월 9일, 재커리 테일러 대통령은 7월 4일 기념 행사에서 체리와 우유를 먹은 후 콜레라 모버스로 진단된 질병으로 사망했다. 그의 사망 직후, 테일러가 노예 제도 찬성론자 남부인들에게 독살되었다는 소문이 돌기 시작했고, 비슷한 이론들은 21세기까지 계속되었다. 1991년, 테일러 유해 샘플에 대해 실시된 중성자 방사화 분석은 불충분한 비소 수치로 인해 독살 증거를 발견하지 못했다. 마르크스주의 정치학자 마이클 파렌티는 테일러 사망에 대한 전통적인 설명을 의문시한다. 법의학 병리학자들의 인터뷰와 보고서에 의존하여 그는 비소 중독을 검사하는 데 사용된 절차가 근본적으로 결함이 있었다고 주장한다.

### 워런 G. 하딩
1923년 6월, 워런 G. 하딩 대통령은 시민들과 만나 자신의 정책을 설명하기 위해 전국적인 "이해의 여행"을 시작했다. 이 여행 중 그는 당시 미국 영토였던 알래스카를 방문한 최초의 대통령이 되었다. 1923년경 워싱턴 D.C.에서는 하딩 행정부의 정치적 부정부패 소문이 돌기 시작했고, 하딩은 알래스카에 있을 때 받은 장문의 메시지에 깊은 충격을 받았다. 이 메시지는 apparently 그에게 알려지지 않았던 그의 내각의 불법 활동을 자세히 설명하고 있었다. 7월 말, 알래스카에서 브리티시컬럼비아주를 통해 남쪽으로 여행하던 중, 그는 심각한 식중독으로 추정되는 증상을 보였다. 그는 워싱턴주 시애틀의 워싱턴 대학교 캠퍼스에 있는 워싱턴 대학교 스타디움 (현재 허스키 스타디움)에서 대규모 군중 앞에서 생애 마지막 연설을 했다. 오리건주 포틀랜드에서 예정된 연설은 취소되었다. 대통령의 기차는 남쪽으로 샌프란시스코로 향했다. 팔라스 호텔에 도착하자 그는 폐렴에 걸렸다. 하딩은 1923년 8월 2일 오후 7시 35분에 그의 호텔 방에서 심근 경색 또는 뇌졸중으로 사망했다. 그날 뉴욕 타임스에 실린 공식 발표는 다음과 같이 명시했다: "뇌졸중이 사망 원인이었다." 그는 정확히 일주일 동안 아팠다.
해군 의사들은 하딩이 심근 경색을 겪었다고 추정했다. 하딩 부부의 개인 주치의이자 동종요법사 및 외과 의사 총장이었던 찰스 E. 소이어는 이 진단에 동의하지 않았다. 그의 아내 플로렌스 하딩은 부검을 거부했고, 이는 곧 그가 음모, 아마도 플로렌스에 의해 저질러진 음모의 희생자였다는 추측으로 이어졌다. 그는 분명 그녀에게 불성실했기 때문이었다. 아마추어 역사가이자 참견쟁이인 개스턴 민즈는 그의 책 "하딩 대통령의 기이한 죽음" (1930년)에서 그의 죽음을 둘러싼 상황이 그가 독살되었다는 의심을 불러일으켰다고 언급했다. 그에게 개인적으로나 정치적으로 연루된 여러 사람들은 민즈의 하딩의 "임박한 탄핵" 주장에 따라 불명예를 당했을 것이므로 하딩의 죽음을 환영했을 것이다.

## 같이 보기
- 어쌔신, 대통령 암살자와 암살 시도자들에 대한 뮤지컬
- 1972년 5월 15일 민주당 대선 후보 조지 월리스 암살 미수 사건
- 1915년 7월 2일 부통령 토머스 R. 마셜 암살 미수 사건
- 테쿰세의 저주, 특정 대통령이 재임 중 사망하는 패턴으로 추정됨
- 케네디가의 저주
- 암살 및 처형된 국가 원수 및 정부 수반 목록
- 워싱턴 D.C. 정치적 폭력 사건 목록
- 백악관 보안 침해 사건 목록
- 재임 중 사망한 미국 대통령 목록
- 암살된 미국 정치인 목록

## 참고 자료
- Clarke, James W. (1982). 《American Assassins: The Darker Side of Politics》. Princeton University Press. ISBN 978-0-691-02221-5.
- Freedman, Lawrence Zelic (1983). 《The Politics of Insanity: Law, Crime, and Human Responsibility》. 《Political Psychology》 4 (International Society of Political Psychology). 171–178쪽. doi:10.2307/3791182. JSTOR 3791182.
- Hammond, John Hays (1935). 《The Autobiography of John Hays Hammond》. New York: Farrar & Rinehart. ISBN 978-0-405-05913-1. OCLC 867910. Free at the Internet Archive: Volume 1 and Volume 2.
- Hampton, Benjamin B. (1910년 4월 1일). “The Vast Riches of Alaska: Will the Morgan-Guggenheim Combination Acquire Them, or Will They Benefit the Whole People?”. 《Hampton's Magazine》. 24권 1호. 451–468쪽.
- Harris, Charles H. III; Sadler, Louis R. (2009). 《The Secret War in El Paso: Mexican Revolutionary Intrigue, 1906–1920》. Albuquerque, N.M.: University of New Mexico Press. ISBN 978-0-8263-4652-0. OCLC 762600819.
- Millard, Candice (2011). 《Destiny of the Republic》. Doubleday. ISBN 978-0-385-53500-7.
- Miller, Scott (2011). 《The President and the Assassin: McKinley, Terror, and Empire at the Dawn of the American Century》. 2025년 4월 10일에 확인함.
- Stokes, Louis (1979). Report of the Select Committee on Assassinations of the U.S. House of Representatives (보고서). United States Government Printing Office. 2020년 4월 3일에 원본 문서에서 보존된 문서.
- van Wyk, Peter (2003). 《Burnham: King of Scouts》. Victoria, B.C., Canada: Trafford Publishing. ISBN 978-1-4120-0901-0. OCLC 52799114.
- Bauer, K. Jack (1985). 《Zachary Taylor: Soldier, Planter, Statesman of the Old Southwest》. 루이지애나 주립 대학교 출판부. ISBN 978-0-8071-1237-3.